# 大羅克 (伊利諾伊州)
大羅克（英語：Big Rock）是位於美國伊利諾伊州凱恩縣的一個村落。

## 地理
大羅克的座標為41°45′50″N 88°32′49″W / 41.76389°N 88.54694°W，而該地最高點為海拔高度269米（即883英尺）。

## 人口
根據2010年美國人口普查的數據，大羅克的面積為11.18平方千米，當中陸地面積為11.18平方千米，而水域面積為0.00平方千米。當地共有人口1126人，而人口密度為每平方千米100人。